# Doc Shaw
Pour les articles homonymes, voir Shaw.
Larramie Cortez "Doc" Shaw est un acteur américain né le 24 avril 1992 à Mbujimayi (Kananga, Congo rdc). Il est surtout connu pour son rôle de Malik Payne dans la sitcom Tyler Perry's House Of Payne et Marcus Little dans La Vie de croisière de Zack et Cody.

## Biographie
Doc a fait ses premiers pas d'acteur en 2006 dans la série sitcom Tyler Perry's House Of Payne où il incarne Malik Payne. Il a aussi présenté la 39e cérémonie des NAACP Awards (National Association for the Advancement of Colored People). En 2009, il a rejoint la distribution de la série Disney Channel, La Vie de croisière de Zack et Cody où il incarne Marcus Little depuis le 7 août 2009. Mais le 20 août 2010, c'était le dernier épisode dans lequel Doc jouait car il joue dans une autre série appelé A Pair Of Kings aux côtés de Mitchel Musso.

## Filmographie

### Cinéma
- 2012 : Thunderstruck de John Whitesell : Mitch

### Télévision
- 2006-2012 : House of Payne (série télévisée) : Malik Payne
- 2009-2010 : La Vie de croisière de Zack et Cody (The Suite Life on deck) (série télévisée) : Marcus Little
- 2010-2012 : Paire de rois (Pair of Kings) (série télévisée) : Roi Maverick "Boomer"